# Francesco Zagar
Francesco Zagar (Pula, 30. studenog 1900. – Milano, 17. veljače 1976.), astronom.
Studij matematike završio je u Padovi 1923. godine, a 1925. postaje asistent na katedri za astronomiju pri Univerzitetu u Padovi. Radi na zvjezdarnicama u Palermu, Bologni i Milanu gdje ostaje kao ravnatelj sve do umirovljenja 1971. godine.
Njemu je u čast je asteroid pronađen sa zvjezdarnice San Vittore nazvan (6746) Zagar

## Vanjske poveznice
- Članak na talijanskom jeziku  Arhivirana inačica izvorne stranice od 16. prosinca 2005. (Wayback Machine)